# Limanowa (comune rurale)
Limanowa è un comune rurale polacco del distretto di Limanowa, nel voivodato della Piccola Polonia.
Ricopre una superficie di 152,39 km² e nel 2005 contava 22 756 abitanti.
Il capoluogo è Limanowa, che non fa parte del territorio ma costituisce un comune a sé.